# Alexander Vandegrift
Alexander Archer Vandegrift (sinh ngày 13 tháng 3 năm 1887 mất ngày 8 tháng 5 năm 1973) là đại tướng thủy quân lục chiến Hoa Kỳ. Trong thế chiến thứ hai, ông chỉ huy Sư đoàn Thủy quân Lục chiến 1 Hoa Kỳ giành được chiến thắng trong cuộc đổ bộ lên đất liền, Chiến dịch Guadalcanal. Trong chiến dịch quần đảo Solomon, ông đạt được huân chương danh dự. Vandegrift về sau là tư lệnh thứ 18 binh chủng thủy quân lục chiến Hoa Kỳ, và là đại tướng thủy quân lục chiến thành công nhất khi còn tại ngũ.

## Gia đình
Vandegrift kết hôn với Mildred Strode (1886-1952) vào ngày 29 tháng 6 năm 1909. Họ đã có một con trai, Alexander Archer Vandegrift, Jr (1911-1969), đại tá thủy quân lục chiến, đã tham gia chiến tranh Triều Tiên. Sau khi Mildred mất, ông tái hôn với Kathryn Henson (1903-1978).

### Sách
- Crocker, H.W. (2006). Don't Tread on me: A 400-year history of America at War, from Indian Fighting to Terrorist Hunting. Crown Forum. ISBN 1-4000-5363-3.
- Krulak, Victor H. (1984). First To Fight: An Inside View of the U.S. Marine Corps. Annapolis, Maryland: Naval Institute Press. ISBN 0-87021-785-2.
- Millett, Allan Reed and Jack Shulimson, biên tập (2004). Commandants of the Marine Corps . Naval Institute Press. tr. 282–310. ISBN 978-0-87021-012-9. Truy cập ngày 2 tháng 2 năm 2009.
- Shaw, Henry I., Jr. (1992). First Offensive: The Marine Campaign for Guadalcanal. Marines in World War II Commemorative Series. Washington, D.C.: Marine Corps Historical Center, United States Marine Corps. Truy cập ngày 31 tháng 1 năm 2009.{{Chú thích sách}}:  Quản lý CS1: nhiều tên: danh sách tác giả (liên kết)

### Web
- "General Alexander A. Vandegrift, USMC (1887–1973). 18th Commandant of the Marine Corps, ngày 1 tháng 1 năm 1944 – ngày 1 tháng 1 năm 1948". Naval History & Heritage Command, Department of the Navy. Bản gốc lưu trữ ngày 3 tháng 6 năm 2011. Truy cập ngày 18 tháng 10 năm 2012.
- "General Alexander Archer Vandegrift, USMC". Who's Who in Marine Corps History. United States Marine Corps. Bản gốc lưu trữ ngày 7 tháng 10 năm 2010. Truy cập ngày 1 tháng 1 năm 2009.
- "MajGen Alexander Vandegrift, Medal of Honor, 1942, CO 1stMarDiv. Solomon Islands". Marines Awarded the Medal of Honor. United States Marine Corps. Lưu trữ bản gốc ngày 22 tháng 2 năm 2007. Truy cập ngày 18 tháng 10 năm 2012.
- Emberton, Keith D. (ngày 1 tháng 5 năm 1996). "Operational Leadership Once Beyond the Culminating Point: Perspectives on Calculated Tactical Risk to Achieve Operational Success" (PDF). Joint Military Operations Department, Naval War College. Bản gốc (Academic report) lưu trữ ngày 28 tháng 9 năm 2012. Truy cập ngày 4 tháng 8 năm 2009.